# 파우레 초몬

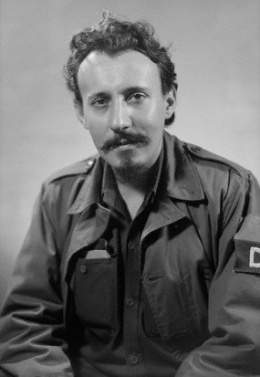

파우레 초몬 메디아비야(스페인어: Faure Chomón Mediavilla: 1929년 1얼 15일 - 2019년 12월 5일)는 쿠바의 역사학자, 정치인, 혁명가다. 혁명학생지도위원회(DRE)의 설립자 겸 지도자들 중 하나였다. 쿠바 혁명이 성공한 이후 피델 카스트로의 정부에 참여해서 통신교통서기, 주소련 대사, 주베트남 대사, 주에콰도르 대사를 역임했다. 1976년부터 죽을 때까지 인민주권민족회의 의원이었다.

## 같이 보기
- 혁명박물관 (쿠바)

1. ↑  “Falleció el Comandante del Ejército Rebelde Faure Chomón Mediavilla”. 2019년 12월 6일. 2020년 1월 25일에 원본 문서에서 보존된 문서. 2022년 8월 6일에 확인함.
2. ↑  “El Ataque al Palacio Presidential” (PDF). 2021년 3월 12일에 확인함.
3. ↑  Faria, Miguel A (2002). 《Cuba in Revolution —Escape From a Lost Paradise》 1판. Macon, GA: Hacienda Publishing. 38–87쪽. ISBN 0-9641077-3-2.
4. ↑  “Muere Faure Chomón, otro de los históricos del régimen cubano”. 《Diario de Cuba》. 2019년 12월 7일.